# 3 juin dans les chemins de fer
3 mai 3 juillet
Chronologies thématiques
- Croisades
- Sports
- Disney

Cette page concerne les événements qui se sont déroulés un 3 juin dans les chemins de fer.

## Événements

### XIXesiècle
- 1862 : en France, le funiculaire de la rue Terme est mis en service à Lyon.

### XXesiècle
- 1933 : en France, le train Paris - Le Croisic, parti du quai d'Orsay le samedi 3 juin à 21h45 déraille près de Nantes. Engagé sur une voie de déviation provisoire, le train qui, d'après les poteaux avertisseurs, ne devait pas rouler à plus de 50 km/h, roulait à une vitesse de 90 km/h. Un freinage trop brusque causa la catastrophe qui fit 15 morts et 120 blessés.
- 1955 : en Europe, suppression générale de la 3e classe dans les trains. Certaines compagnies avaient déjà commencé la suppression de la 3e classe, d'autres (comme l'Espagne franquiste) conservèrent leur 3e classe quelques années supplémentaires.
- 1984 : en Australie, la ligne entre Wyee et Newcastle est électrifiée, permettant ainsi le passage de trains de voyageurs interurbains électriques entre Sydney et Newcastle.
- 1984 : en Italie, en Autriche et en Allemagne, suppression du TEE Mediolanum entre Milan et Munich.
- 1998 : en Allemagne, en Basse-Saxe, à Eschede, un train à grande vitesse ICE déraille consécutivement à la casse d'une roue et heurte une pile de pont, qui s'effondre sur les voitures de queue. Le bilan de la catastrophe est de 101 morts. C'est le premier et le pire accident d'un train à grande vitesse[1].

### XXIesiècle
- 2003 en Espagne, une violente collision frontale près de Chinchilla (province d'Albacete), sur une ligne à voie unique, entre un train Talgo et un train de conteneurs, suivie d'un incendie, provoque la mort de 19 personnes et fait plus de 40 blessés. L'accident serait dû à l'erreur d'un agent de la circulation.

## Naissances
- 1797 : François Barthélemy Arlès-Dufour, humaniste, homme d'affaires, commissionnaire français, pionnier des chemins de fer († 21 janvier 1872).